# Communauté de communes Thiérache Sambre et Oise
La Communauté de communes Thiérache Sambre et Oise (CCTSO) est une communauté de communes française, située dans le département de l'Aisne en région Hauts-de-France.

## Historique
Dans le cadre des dispositions de la loi portant nouvelle organisation territoriale de la République du 7 août 2015, qui prévoit que les établissements publics de coopération intercommunale (EPCI) à fiscalité propre doivent avoir un minimum de 15 000 habitants, le Schéma départemental de coopération intercommunale (SDCI) de l'Aisne a prévu la fusion de la petite communauté de communes de la Thiérache d'Aumale avec la communauté de communes de la Région de Guise, qui, bien que n'atteignant pas le seuil de 15 000 habitants pouvait se maintenir en raison de sa faible densité.
Selon le SDCI, cette fusion de deux intercommunalités exerçant des compétences proches et ayant déjà menées des projets communs, « permettrait de former un territoire équilibré d'un point de vue économique et financier, avec des implantations industrielles majeures (Zehnder à Vaux-Andigny, Godin à Guise) et un équipement touristique à Guise (lefamilistère) ». Guise est la ville-centre de ce territoire, avec des équipements fréquentés par les habitants des communes concernées, ainsi qu'à ceux d'Étreux, Vaux-Andigny, Wassigny.
En conséquence, et après consultation des conseils municipaux et communautaires concernés, l'arrêté préfectoral du 15 décembre 2016 crée la communauté de communes Thiérache Sambre et Oise avec effet le 1er janvier 2017,.

## Territoire communautaire

### Composition

Composition de la communauté de communes Thiérache Sambre et Oise

La communauté de communes est composée des 36 communes suivantes :

| Nom                           | Code Insee | Gentilé                      | Superficie (km2) | Population (dernière pop. légale) | Densité (hab./km2) |
| ----------------------------- | ---------- | ---------------------------- | ---------------- | --------------------------------- | ------------------ |
| Guise (siège)                 | 02361      | Guisards                     | 16,13            | 4 510 (2022)                      | 280                |
| Aisonville-et-Bernoville      | 02006      | Aisonvillois et Bernovillois | 8,73             | 257 (2022)                        | 29                 |
| Audigny                       | 02035      | Audignois                    | 10,73            | 282 (2022)                        | 26                 |
| Bernot                        | 02070      | Bernotois                    | 16,56            | 434 (2022)                        | 26                 |
| Chigny                        | 02188      | Chignyois                    | 10,47            | 141 (2022)                        | 13                 |
| Crupilly                      | 02244      | Crupillois                   | 3,52             | 64 (2022)                         | 18                 |
| Étreux                        | 02298      | Étreusiens                   | 10,36            | 1 455 (2022)                      | 140                |
| Flavigny-le-Grand-et-Beaurain | 02313      | Flavignyacois et Beaurinois  | 13,63            | 438 (2022)                        | 32                 |
| Grand-Verly                   | 02783      | Verlyssiens                  | 3,8              | 134 (2022)                        | 35                 |
| Grougis                       | 02358      | Grougissiens                 | 11,26            | 310 (2022)                        | 28                 |
| Hannapes                      | 02366      | Hannapois                    | 9,16             | 327 (2022)                        | 36                 |
| Hauteville                    | 02376      | Hautevillois                 | 7,1              | 184 (2022)                        | 26                 |
| Iron                          | 02386      | Ironnais                     | 9,51             | 219 (2022)                        | 23                 |
| Lavaqueresse                  | 02414      | Lavaqueressois               | 4,44             | 202 (2022)                        | 45                 |
| Lesquielles-Saint-Germain     | 02422      | Lesquiellois                 | 16,21            | 776 (2022)                        | 48                 |
| Macquigny                     | 02450      | Macquignyquois               | 20,18            | 356 (2022)                        | 18                 |
| Malzy                         | 02455      | Malziens                     | 10,3             | 181 (2022)                        | 18                 |
| Marly-Gomont                  | 02469      | Marlysiens                   | 12,91            | 484 (2022)                        | 37                 |
| Mennevret                     | 02476      | Mennevréziens                | 11,89            | 654 (2022)                        | 55                 |
| Molain                        | 02488      | Molainois                    | 1,81             | 160 (2022)                        | 88                 |
| Monceau-sur-Oise              | 02494      | Moncellois                   | 5,86             | 130 (2022)                        | 22                 |
| Noyales                       | 02563      | Noyalais                     | 7,18             | 142 (2022)                        | 20                 |
| Oisy                          | 02569      | Oiséens                      | 10,79            | 459 (2022)                        | 43                 |
| Petit-Verly                   | 02784      | Verlyziens                   | 5,19             | 156 (2022)                        | 30                 |
| Proisy                        | 02624      | Proisyens                    | 5,2              | 275 (2022)                        | 53                 |
| Proix                         | 02625      | Proisiens                    | 3,45             | 144 (2022)                        | 42                 |
| Ribeauville                   | 02647      | Ribeauvillois                | 3,58             | 77 (2022)                         | 22                 |
| Romery                        | 02654      | Romanions                    | 3,96             | 83 (2022)                         | 21                 |
| Saint-Martin-Rivière          | 02683      | Saint-Martinois              | 5,52             | 115 (2022)                        | 21                 |
| Tupigny                       | 02753      | Tupigniens                   | 12,84            | 335 (2022)                        | 26                 |
| Vadencourt                    | 02757      | Vadencourtois                | 12,24            | 511 (2022)                        | 42                 |
| La Vallée-Mulâtre             | 02760      | Valmuletiers                 | 5,28             | 147 (2022)                        | 28                 |
| Vaux-Andigny                  | 02769      | Vauxois                      | 15,75            | 923 (2022)                        | 59                 |
| Vénérolles                    | 02779      | Vénérollais                  | 8,89             | 225 (2022)                        | 25                 |
| Villers-lès-Guise             | 02814      | Villérois                    | 8,06             | 160 (2022)                        | 20                 |
| Wassigny                      | 02830      | Wassigniens                  | 6,79             | 946 (2022)                        | 139                |

### Démographie
| 1968   | 1975   | 1982   | 1990   | 1999   | 2006   | 2011   | 2016   |
| ------ | ------ | ------ | ------ | ------ | ------ | ------ | ------ |
| 21 641 | 20 006 | 19 095 | 18 457 | 18 242 | 18 007 | 17 551 | 17 060 |

## Organisation

### Siège
Le siège de la communauté de communes est situé à Guise au 469 rue Sadi-Carnot,.

### Les élus
La communauté de communes est gérée par un conseil communautaire composé pour la mandature 2014-2020 de 56 membres représentant chacune des communes membres et répartis de ma manière suivante ; 

- 15 délégués pour Guise ; 

- 4 délégués pour Étreux ;

- 2 délégués pour Lesquielles-Saint-Germain, Vaux-Andigny et Wassigny ;

- 1 délégué ou son suppléant pour les autres communes.

Cette composition est inchangée pour la mandature 2020-2026.
Le conseil communautaire du 11 janvier 2017 a élu son président, pour le mandat 2017-2020, Hugues Cochet, maire de Guise, et désigné ses 8 vice-présidents qui sont : 
1. Patrick Dumon, 2e adjoint du maire d'Étreux, chargé de l'urbanisme et de l'environnement
2. Marie-Claire Fortin, maire de Monceau-sur-Oise,  chargée du service de la petite enfance et de l'adolescence
3. Bernard Basquin, élu de Vaux-Andigny, chargé de la gestion des déchets et du tri sélectif
4. Willy Huyghe, maire de Hauteville, chargé de la mutualisation
5. Marc Sorriaux, maire de Mennevret,  chargé des finances (décédé en janvier 2020[9])
6. Caroline Lombard, maire de Proix,  chargée du service d'aide à domicile et de l'aide à l'enfance
7. Jean-Paul Pirotte, maire de Lavaqueresse,  chargé de l'assainissement collectif et non collectif
8. Jean-Pierre Prévot, 1er adjoint au maire de Guise, chargé du tourisme et du Pays de Thiérache

Ils forment ensemble l'exécutif de l'intercommunalité pour le mandat 2017-2020.
À la suite du renouvellement intervenu lors des élections municipales de 2020, le conseil communautaire du 16 juillet 2020 a réélu son président, Hugues Cochet, maire de Guise et désigné ses vice-présidents qui sont, :
1. Patrick Dumon, maire-adjoint d'Étreux, chargé de la commission de l'aménagement et de l'urbanisme.
2. Marie-Claire Fortin, maire de Monceau-sur-Oise, chargée de la petite enfance, adolescence, accueil de loisirs avec et sans hébergement.
3. Willy Huyghe, maire de Hauteville, chargé de la gestion des déchets ménagers et du tri sélectif.
4. Éric Donnay, maire de Boué, chargé de la santé, de la mobilité et du service à la population.
5. Caroline Lombard, maire de Proix, chargée du service aux personnes, du portage de repas et du service public itinérant.
6. Jean-Paul Pirotte, maire de Lavaqueresse, chargé de l'assainissement collectif et non collectif, de l'eau potable et pluviale.
7. Franck Lepousez, maire de Wassigny, chargée du Tiers lieu et à la communication.

Ils forment ensemble l'exécutif de l'intercommunalité pour le mandat 2020-2026 avec 16 autres membres au bureau communautaires,.

### Liste des présidents
| Période       | Période                       | Identité      | Étiquette | Qualité |
| ------------- | ----------------------------- | ------------- | --------- | --- |
| janvier 2017, | En cours (au 18 juillet 2020) | Hugues Cochet | DVG       | Maire de Guise (2010 → ) Président de l'ex-CC de la Région de Guise (2014 → 2016) Réélu pour le mandat 2020-2026 |

### Compétences
L'intercommunalité exerce des compétences qui lui ont été transférées par les communes membres, dans les conditions déterminées par le code général des collectivités territoriales. Il s'agit de. Elle dispose également d'un siège annexe à Wassigny au 4 rue Maillard :
- Au titre des compétences obligatoires
  - L'aménagement de l’espace pour la conduite d’actions d’intérêt communautaire
  - Le plan local d’urbanisme en lieu et place des cartes communales
  - La promotion du tourisme
  - L'entretien et gestion de zones d’activité
  - L'action de développement économique
  - L'aménagement, entretien et gestion des aires d'accueil des gens du voyage
  - La collecte et traitement des déchets des ménages et déchets assimilés

- Au titre des compétences optionnelles: 
  - La politique du logement et du cadre de vie
  - La construction, entretien et fonctionnement d’équipements d’intérêt communautaire
  - L'action sociale d’intérêt communautaire

- Au titre des compétences facultatives :
  - L'assainissement
  - La gestion d’un pôle de service technique intercommunal
  - Les prestations de services
  - L'environnement
  - La création et gestion d’un multi-accueil, d’une halte-garderie et d’un relais assistantes maternelle
  - Le soutien des activités associatives sur le territoire communautaires
  - Le développement et l'entretien des chemins et sentiers d'intérêt communautaire
  - La gestion de sites « Picardie en ligne » et de « Relais service public »